# Jon Ander Felipe
Jon Ander Felipe González (Guecho, Vizcaya, 22 de mayo de 1995) es un ex-futbolista español que jugaba como portero.

## Trayectoria
Se formó en la cantera del Athletic Club desde 2005. En 2013 promocionó al C. D. Basconia de Tercera División (segundo filial del club), jugando un total de 17 partidos. En 2014 fue cedido al S. D. Amorebieta de Segunda B, donde solo jugó un partido. En enero de 2015 volvió al Bilbao Athletic tras la cesión de Kepa Arrizabalaga. Con el equipo filial logró el ascenso a Segunda División seis meses después, aunque fue suplente de Álex Remiro. En la campaña 2015-16 disputó diez partidos en Segunda División, deteniendo un penalti en el primero de ellos.
En 2016 fichó por el filial de la SD Eibar, aunque fue cedido a la UD Logroñés de Segunda B. Tras las pocas oportunidades (sólo jugó cuatro encuentros), se marchó cedido para la segunda parte de la temporada a la UE Llagostera donde no llegó a debutar. En la temporada 2017-18, tras dejar de pertenecer al Eibar, fue guardameta del CD Toledo participando en siete encuentros.
El 21 de enero de 2019, tras seis meses sin equipo, firmó por la SD Amorebieta. Un año más tarde, nuevamente como agente libre, firmó por la SD Ejea en enero de 2020. En octubre, tras no renovar su contrato, fichó por el CD Tudelano para sustituir al veterano Mikel Pagola. En noviembre de 2021 firmó por el Ourense Club de Fútbol de Tercera Federación hasta finales de diciembre. El 17 de marzo de 2022 se incorporó al Barakaldo CF de Tercera RFEF hasta final de temporada. Tres meses después, en junio, firmó con el Utebo FC de Segunda Federación.En el cuadro aragonés jugó más de una veintena de partidos.
El 15 de septiembre de 2023 firmó por el Penya Encarnada de la Primera División de Andorra.

## Clubes
| Club             | País    | Año       |
| ---------------- | ------- | --------- |
| C. D. Basconia   | España  | 2013-2014 |
| S. D. Amorebieta | España  | 2014-2015 |
| Bilbao Athletic  | España  | 2015-2016 |
| U. D. Logroñés   | España  | 2016-2017 |
| U. E. Llagostera | España  | 2017      |
| C. D. Toledo     | España  | 2017-2018 |
| S. D. Amorebieta | España  | 2019      |
| S. D. Ejea       | España  | 2020      |
| CD Tudelano      | España  | 2020-2021 |
| Ourense CF       | España  | 2021      |
| Barakaldo CF     | España  | 2022      |
| Utebo FC         | España  | 2022-2023 |
| Penya Encarnada  | Andorra | 2023-2024 |